# Instituut voor de Veredeling van Tuinbouwgewassen

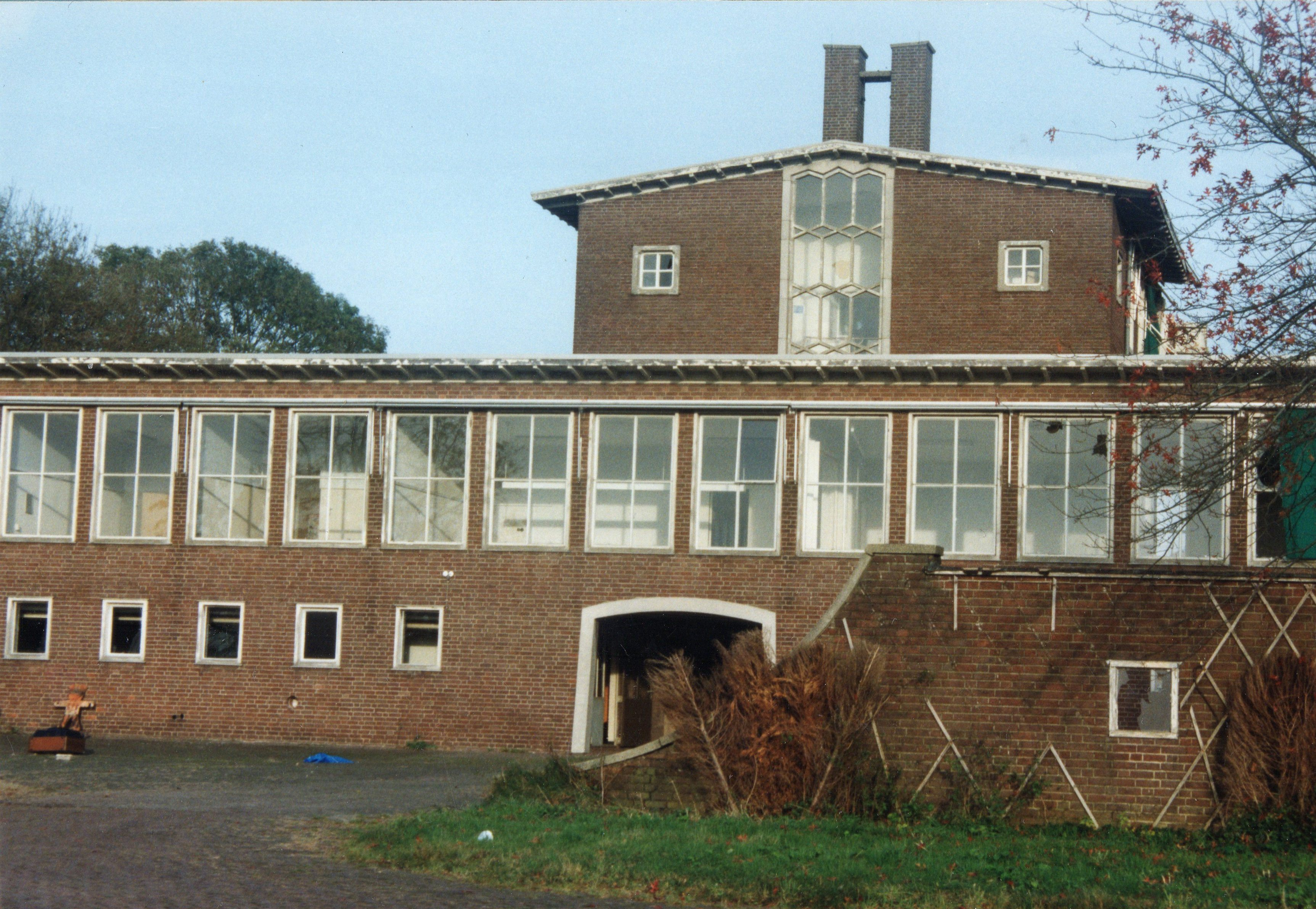
achtergevel

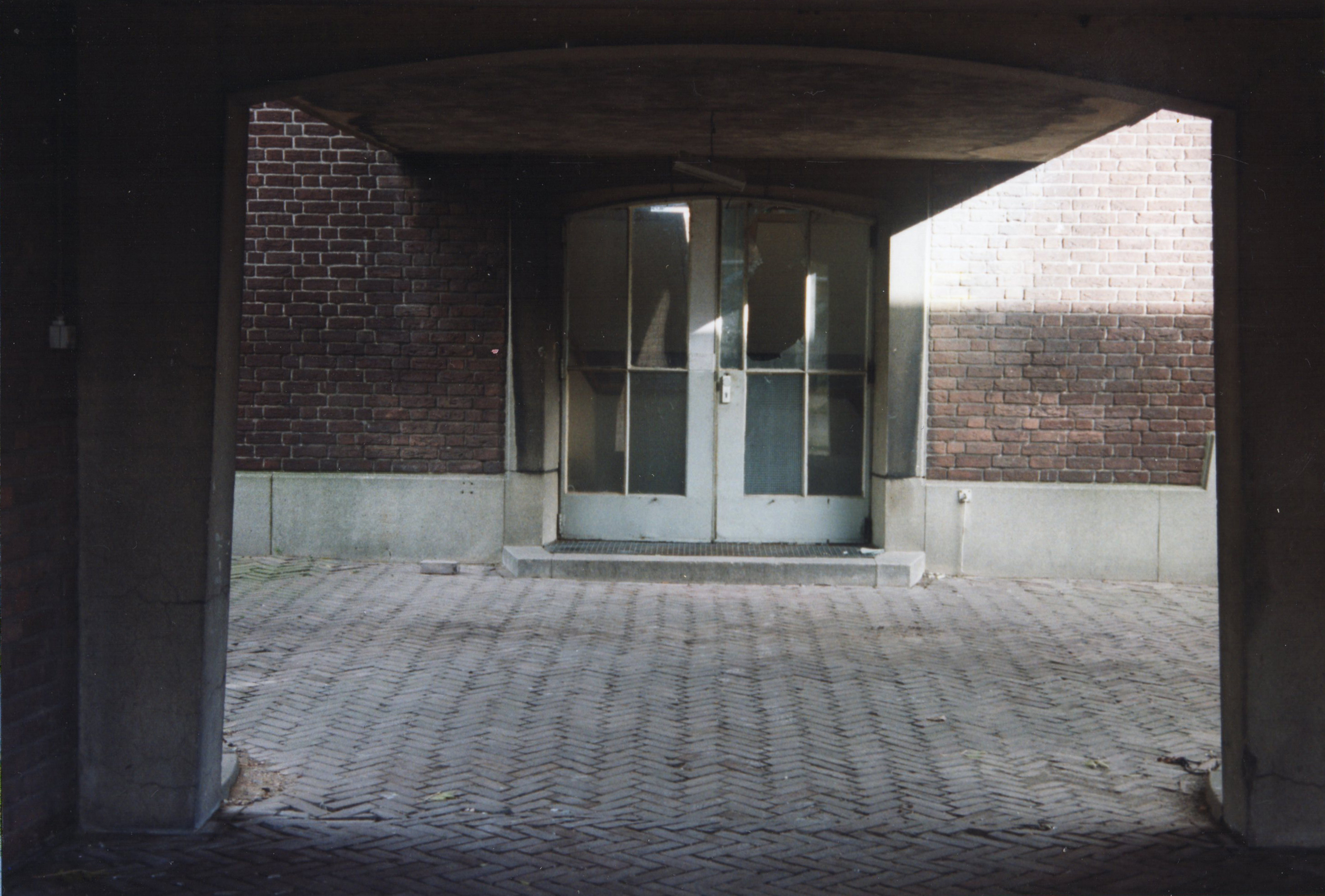
ingang achtergevel

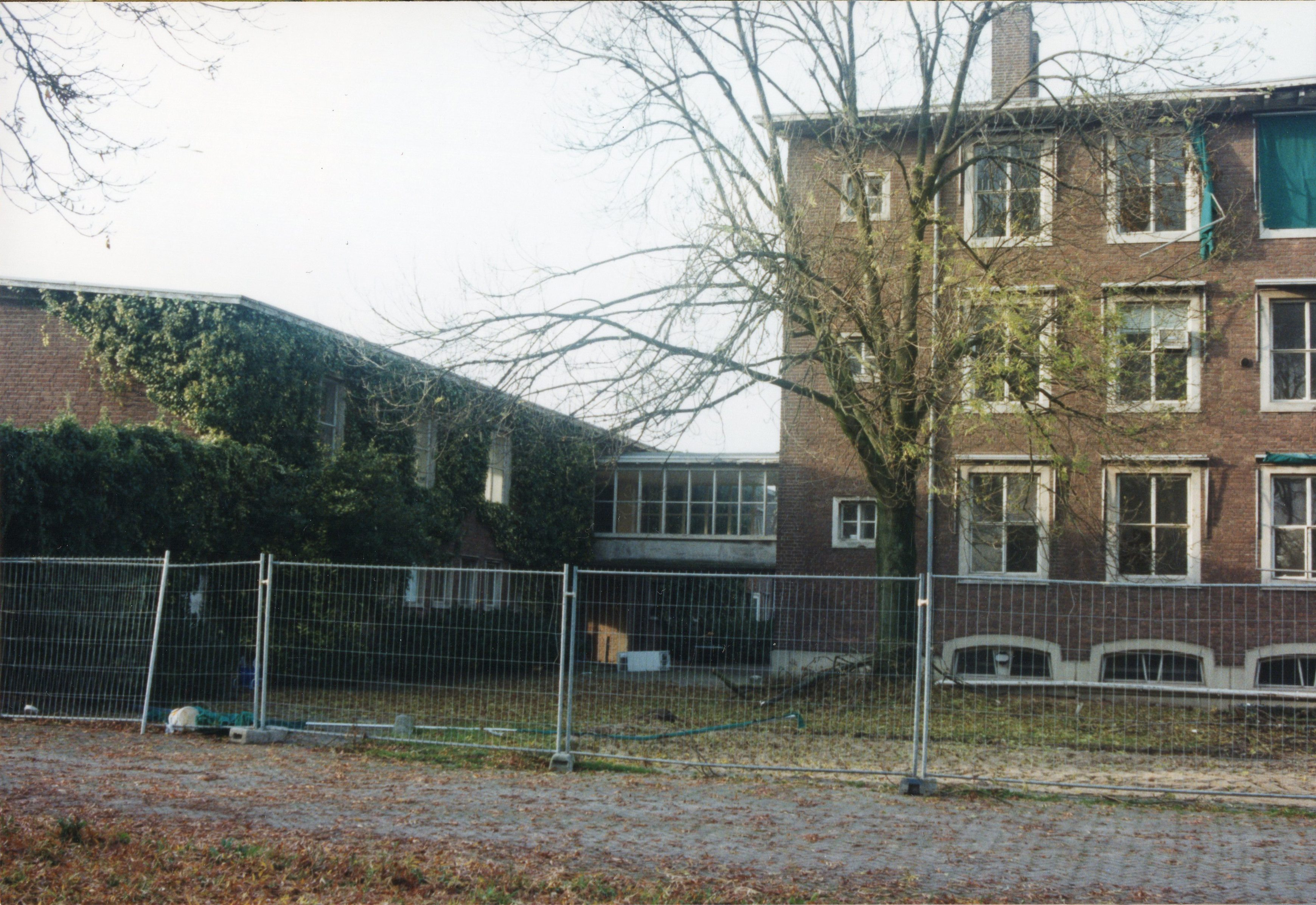
zijgevel kort voor de sloop in 2002

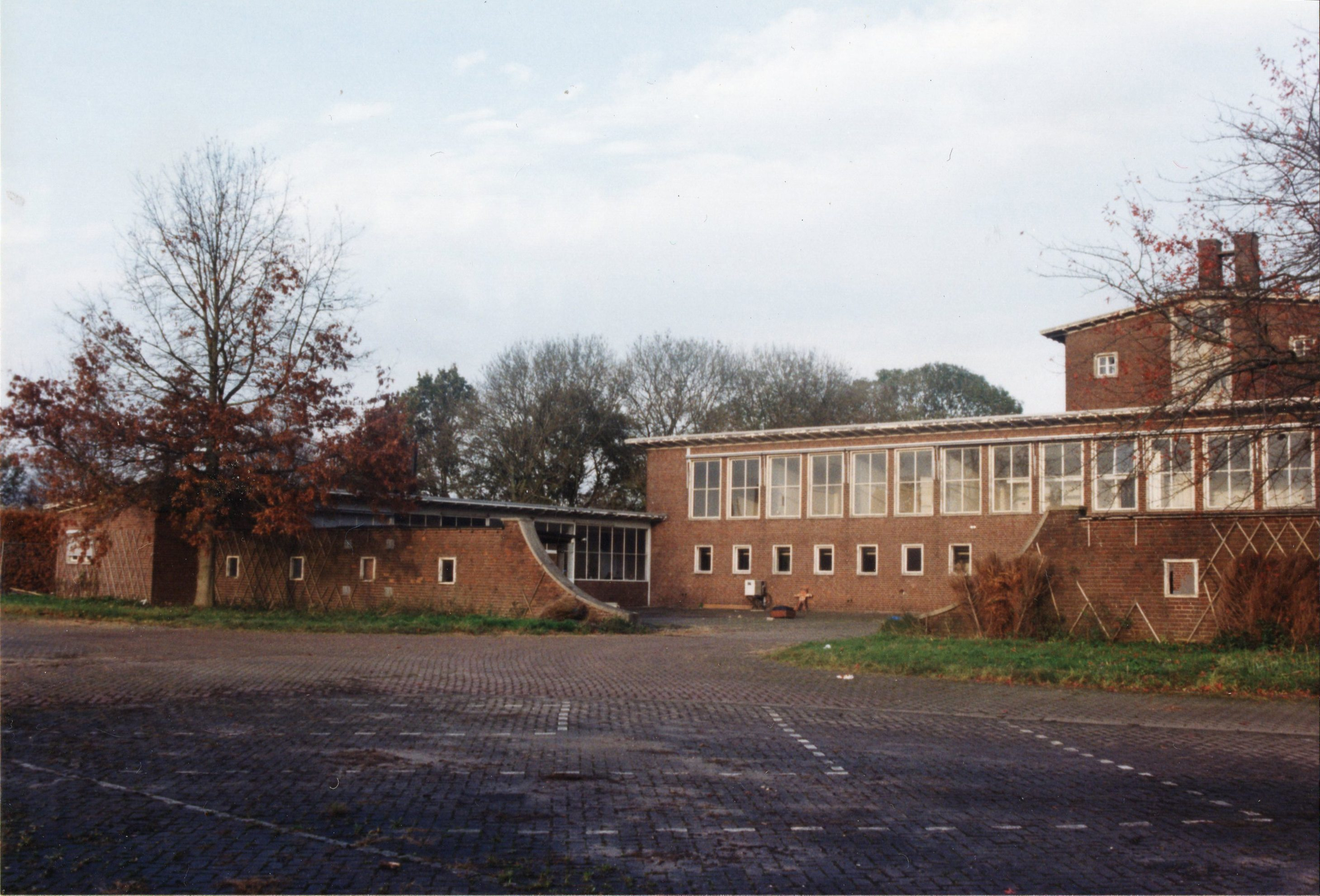
achtergevel

Het Instituut voor de Veredeling van Tuinbouwgewassen (IVT) of internationaal: Institute for Horticultural Plant Breeding) was een instituut van de Dienst Landbouwkundig Onderzoek (DLO) in Wageningen. Het was gevestigd aan de Mansholtlaan 15, Wageningen, ten noorden van de stad, op een terrein begrensd door de Mansholtlaan, Droevendaalsesteeg en Bornsesteeg. Aan de rivier de Linge in Elst (Gld) bevond zich een dependance met proeftuinen. De gebouwen in Wageningen zijn in 2002 afgebroken om plaats te maken voor Wageningen Campus.

## Oprichting
Het instituut werd na de Tweede Wereldoorlog, tezamen met een aantal gelijksoortige landbouwinstituten in en om Wageningen gevestigd, mede vanwege de aanwezigheid van de toenmalige Landbouwhogeschool, nu Wageningen Universiteit. Deze instituten vielen onder de Dienst Landbouwkundig Onderzoek.

## Doel
Het doel was het verbeteren van bestaande, en het ontwikkelen van nieuwe bloemen- groenten- en fruitrassen, en deze rijp te maken voor gebruik door handelsbedrijven.

## Gebouwen
Het hoofdgebouw van het IVT aan de Mansholtlaan 15 had aan de rechterzijde een portierswoning. Op het bijbehorende terrein stonden kassen en onderzoeksgebouwen, waaronder het Fytotron. Hierin richtte men zich op siergewassen (bloemen), groenten en fruit die in Nederland onder glas werden geteeld. Op de proeftuinen in Elst werd onderzoek verricht aan fruit- en groentensoorten die in de open lucht worden geteeld.

## Fusie
In de negentiger jaren van de twintigste eeuw begon een fusieproces van de DLO-instituten met Wageningen Universiteit dat in 2000 werd afgerond. In verband met de plannen om de Universiteitscampus aan de Droevendaalsesteeg te vestigen, werden de IVT-gebouwen in 2002 afgebroken. Op de plaats van het voormalige hoofdgebouw van het IVT staat nu het WUR-gebouw Atlas.

## Producten
In de schappen van de bloemen- en groentewinkels zijn nog steeds producten te vinden die zijn 'uitgevonden' door het IVT; het meest bekend daarvan is wel het appelras Elstar (vernoemd naar Elst). 
Fresia's zijn er in een uitgebreid palet van kleuren; veel daarvan zijn ontwikkeld door het IVT.
In de zestiger jaren ontwikkelde het IVT diverse aardbeienrassen.
Met de rassen Korona (vernoemd naar medewerkster Kronenberg van het IVT),  Ostara, Elsanta (vernoemd naar Elst en De Santakker) en Gorella (vernoemd naar De Goor, de veldnaam van de plek waar het IVT in Wageningen stond) maakte het IVT furore.